# Decode
Decode – piosenka zespołu Paramore, która została stworzona specjalnie na potrzeby filmu Zmierzch. Była ona głównym utworem promującym film. Piosenkę można również znaleźć na płycie Paramore – Brand New Eyes, gdzie została umieszczona jako bonus track. Piosenka została napisana przez członków zespołu: Hayley Williams, Josha Farro i Taylora Yorka. 3 listopada 2008 roku odbyła się światowa premiera teledysku, w którym poza ujęciami zespołu znajdowały się fragmenty filmu.

## Certyfikaty i sprzedaż
| Kraj                     | Certyfikat         | Sprzedaż   |
| ------------------------ | ------------------ | ---------- |
| Australia (ARIA)         | platynowa płyta    | 70 000+    |
| Nowa Zelandia (RMNZ)     | złota płyta        | 7 500+     |
| Stany Zjednoczone (RIAA) | 2x platynowa płyta | 2 000 000+ |
| Wielka Brytania (BPI)    | złota płyta        | 400 000+   |